# Nargus velox
Nargus velox är en skalbaggsart som först beskrevs av Spence 1815.  Nargus velox ingår i släktet Nargus, och familjen mycelbaggar. Arten är reproducerande i Sverige.